# ARISA III LOOK
『ARISA III LOOK』（アリサ・スリー ルック）は、日本の女性歌手、観月ありさの3rdアルバム。発売日は1994年12月24日。規格品番はCOCA-12222(CD)。

## 解説
2ndアルバム『SHAKE YOUR BODY FOR ME』で楽曲提供を行った小室哲哉、杏里、中西圭三、小西貴雄らに加え、本作には上田知華やピチカート・ファイヴの小西康陽といったミュージシャンが参加している。
前作の発売後、ベスト・アルバムやリミックス・アルバムを挟んで、オリジナル・アルバムとしては約2年ぶりの発表となった。
7枚目のシングルでもある8曲目「Happy wake up!」は、観月本人が出演した味の素『クノール カップスープ』のCMソング。

## 収録曲
1. 遠い記憶（INSTRUMENTAL）
作曲：小西康陽 / 編曲：坂元俊介
2. パリの恋人／トーキョーの恋人
作詞・作曲・編曲：小西康陽
3. IN THE RAIN
作詞・作曲：上田知華 / 編曲：小西貴雄
4. 優しい夜に逢いましょう
作詞：及川眠子 / 作曲：羽場仁志 / 編曲：小西貴雄
5. CRY FOR YOU
作詞：前田たかひろ / 作曲：小室哲哉 / 編曲：久保こーじ
6. Next Genaration
作詞：夏野芹子 / 作曲：中西圭三 / 編曲：小西貴雄
7. Friend and Lover
作詞・作曲・編曲：小西康陽
8. Happy wake up!
作詞・作曲：小室哲哉 / 編曲：小室哲哉・久保こーじ
9. さよならの贈りもの
作詞：吉元由美 / 作曲：ANRI / 編曲：小倉泰治
10. 甘い記憶
作詞：杉村純子 / 作曲・編曲：小西康陽